# Oskar Paulini
Oskar Paulini (* 30. Juni 1904 in Heltau, Siebenbürgen; † 17. Februar 1982 in Nürnberg) war ein deutscher Schriftsteller siebenbürgisch-sächsischer Herkunft.
Paulini wurde durch seine Tier- und Landschaftsbeschreibungen bekannt, auch wenn sein literarisches Werk hierzu im Schatten von Svend Fleuron oder Hermann Löns steht.

## Werke
- Fior und Grangur. Ein Tierroman aus den Wäldern der Karpaten, Wort-und-Welt-Verl., Innsbruck, 1981, ISBN 3-85373-056-6
- Lüns der Lahme. Tiergeschichten, Kriterion Verl., Bukarest, 1972
- In den Bergen des Barnar. Ein Roman aus den Ostkarpaten, Jugendverl., Bukarest, 1967
- Mein Hund Hasso. Erzählungen aus den Ostkarpaten, Jugendverl., Bukarest, 1966
- Der Schatz des Königs Dromichet. Roman, Wiener Verl., Wien, 1944
- Das schwarze Gold. Roman, Wiener Verl., Wien, 1944
- Rumänische Landschaft. Skizzen und Bilder aus den Ostkarpaten, Krafft & Drotleff, Hermannstadt, 1937